# Максаки (Корюківський район)
Максаки́ — село в Україні, у Менській міській громаді Корюківського району Чернігівської області. Населення становить 416 осіб. До 2016  орган місцевого самоврядування — Лісківська сільська рада.
Неподалік від села розташовані пам'ятки природи — Озеро «Тихе» і Урочище «Лош».

## Історія монастиря
Неподалік від с. Максаки на лівому березі р. Десни був розташований Максаківський Спасо-Преображенський монастир (на місці поселень доби бронзи, а також ранньослов'янського періоду). Час заснування невідомий.
Відновлений 1642 р. монахами Трубчевського монастиря. Величний Троїцький собор Максаківського монастиря був збудований коштом православного магната і сенатора Речі Посполитої Адама Киселя, який був щедрим меценатом православної культури.
У 60-70-х рр. XVII ст. для захисту від татарських нападів навколо монастиря споруджено земляний вал з дерев'яною стіною, і обитель перетворено на фортецю.
1786 року обитель закрили. Відновлена 1803-го. Монастир постраждав під час пожежі 1820 р. З 1829 року почав діяти як жіночий Максаківський Троїцький монастир.
У 30-х роках XX століття більшовицька влада його закрила, Троїцький собор зруйнували. Цеглу з будівель вивозили на будівництво школи в райцентрі. Потім колгосп «Іскра» влаштував на цій території літній табір для тисячі голів худоби.
Збереглися залишки муру, дзвіниця, корпус келій (будинок ігумені), споруджений у 50-х роках XIX століття у формах пізнього класицизму. Залишки монастиря разом з природним оточенням створюють мальовничий архітектурно-ландшафтний комплекс.

## Історія
В 50-х рр. XVIII ст. - село Менської сотні Чернігівського полку.
Станом на 1800 рік - село Сосницького повіту з населенням 340 податкових душ.
1859 - козацьке село, 113 дворів, 838 мешканців. Окремим населеним пунктом вписано Максаківський Преображенський жіночий монастир з населенням 117 осіб.
12 червня 2020 року, відповідно до розпорядження Кабінету Міністрів України № 730-р «Про визначення адміністративних центрів та затвердження територій територіальних громад Чернігівської області», увійшло до складу Менської міської громади.
19 липня 2020 року, в результаті адміністративно-територіальної реформи та ліквідації Менського району, село увійшло до складу Корюківського району.
9 березня 2022 року російські окупанти покинули село — забрали тільки гармати і пару вантажівок.